# Кул Шариф джамия
Кул Шариф джамия (на руски: Мечеть Кул-Шариф; на татарски: Колшәриф мәчете или Qolşərif məçete) е главният мюсюлмански храм в Казан и Татарстан. Открита е през 2005 година.
Разположена е в западната част на Кремълския комплекс, в двора на бившето Юнкерско училище. Джамията е наречена в чест на татарския национален герой Кул Шариф. Вътрешното пространство на джамията побира 1500 богомолци, а на площада пред нея могат да се поместят още хиляда. Всяко от 4-те минарета е високо по 57 метра. Кубето на храма е декорирано с форми, наподобяващи декоративните детайли от Казанската шапка – короната на казанските ханове, пренесена в Москва след падането на Казан и изложена в Оръжейната палата в Кремъл.
При оформянето на екстериора на джамията архитектите Искандер Сайфулин С. Шакуров прилагат ново архитектурно-художествено решение, което сближава архитектурата на мюсюлманския храм с местните традиции.